# Автокатастрофа в Пюїссегіні (2015)
Автокатастрофа в Пюїссегіні — нещасний випадок, який стався 23 жовтня 2015 року, в одному кілометрі від міста Пюїссегін, в 20 кілометрах від Бордо. Внаслідок зіткнення автобуса з вантажівкою загинули 43 особи і поранено 8.

## Перебіг подій
Близько 7:30 ранку за місцевим часом в п'ятницю, 23 жовтня 2015 року не далеко на південь від містечка Пюїссегін відбулося зіткнення туристичного автобусу Mercedes-Benz Tourismo та вантажівки Iveco Stralis. Обидва автомобілі спалахнули в результаті зіткнення.
Внаслідок цього загинуло 43 людини, 41 з яких були у автобусі, а два інших були водій вантажівки і його трирічний син. Більшість загиблих були літні люди з клубу похилих людей, які тільки що на автобусі вирушив з сусіднього міста Петі-Пале-е-Корнам на відпочинок. Більшість жертв загинули у вогні. Вибратися з полум'я самостійно зуміли 8 пасажирів. Четверо з них отримали серйозні поранення.
Ця аварія стала найбільшою на дорогах Франції з 1982 року, коли загинули 52 людини. Страшна звістка застала президента Франції Франсуа Олланда під час візиту в Афіни, тож на місце трагедії прибули прем'єр-міністр Мануель Вальс, міністр внутрішніх справ Бернар Казенев і держсекретар з транспортних питань Ален Відал.